# Беше, Барнабаш
Барнабаш Беше (венг. Bese Barnabás; 6 мая 1994, Будапешт, Венгрия) — венгерский футболист, защитник клуба «Фехервар». Выступал за сборную Венгрии. Участник чемпионата Европы 2016 года.

## Клубная карьера
Беше начал профессиональную карьеру в клубе МТК. 7 сентября 2011 года в матче Кубка Венгрии против «Гонведа» он дебютировал за основной состав команды. 26 мая 2012 года в поединке против «Сигетсентмиклоша» Беше дебютировал в чемпионате Венгрии. 3 августа 2013 года в поединке против «Диощдьёра» Барнабаш забил свой первый гол за МТК.
19 августа 2016 года Беше перешёл в клуб «Гавр», подписав 4-летний контракт. Через 8 дней дебютировал за французский клуб в матче Лиги 2 против «Ред Стара».

## Международная карьера
4 июня 2016 года в товарищеском матче против сборной Германии Беше дебютировал за сборную Венгрии, заменив во втором тайме Аттилу Фиола.
В 2016 году Барнабаш в составе сборной принял участие в чемпионате Европы во Франции. На турнире он сыграл в матче против команды Португалии